# Leek, Groningen
Leek (phát âmⓘ) là một đô thị ở tỉnh Groningen đông bắc Hà Lan, giáp các tỉnh Drenthe và Fryslân.
Leek có cự ly khoảng 20 km về phía tây của thành phố Groningen trên tuyến A7 (E22).
Đô thị này phát triển quanh một pháp đài được xây ở đây trong chiến tranh 8 năm với Tây Ban Nha. 
|  |  |  |

## Các trung tâm dân cư
Enumatil, Leek, Lettelbert, Midwolde, Oostwold, Tolbert và Zevenhuizen.